# Navajos (rivière)
Le Navajos est un cours d’eau espagnol d'une longueur de 50 km qui coule dans la communauté autonome de Castille-et-León. Il est un affluent du Valderaduey.

## Source de la traduction
- (es) Cet article est partiellement ou en totalité issu de l’article de Wikipédia en espagnol intitulé « Río Navajos » (voir la liste des auteurs).